# Eleni Gabre-Madhin
Eleni Gabre-Madhin est une économiste éthiopienne, fondatrice et présidente de la Bourse de marchandises d’Éthiopie (en anglais Ethiopia Commodity Exchange (ECX)). Elle a de nombreuses années d'expérience dans les marchés agricoles — particulièrement en Afrique sub-saharienne — et a occupé des postes importants à la Banque mondiale, à l'Institut international de recherche sur les politiques alimentaires (International Food Policy Research Institute (IFPRI) à Washington) et aux Nations unies à Genève.  

## Formation
Eleni Gabre-Madhin a un master d'agroéconomie à l'université du Michigan et un doctorat d'économie appliquée à l'université Stanford. 

## Carrière
Eleni Gabre-Madhin est la principale actrice du développement de l'Ethiopia Commodity Exchange (ECX), première Bourse d'échanges de produits agricoles d’Éthiopie, qui a ouvert en mars 2008. 
Durant ses recherches à l'Institut international de recherche sur les politiques alimentaires, elle étudie les marchés agricoles pendant plusieurs années et remarque, comme d'autres, que certaines années ou régions connaissent des pénuries, alors que pour d'autres il y a des surplus ou une récolte exceptionnelle. En particulier, dans son étude de 2002 sur les marchands de grain, elle s'aperçoit qu'un manque d'infrastructures et de services efficaces pour permettre aux marchés de grains de fonctionner correctement est un facteur clé de ces déséquilibres. Les négociants échouent souvent à accéder à un crédit suffisant, à des informations sur le marché, aux transports et à d'autres ressources vitales, alors que le respect des contrats est difficile à imposer. 
En 2004, elle quitte les États-Unis pour son pays, afin de mener un programme de l'IFPRI visant à améliorer les politiques et marchés agricoles d’Éthiopie. Elle endosse le rôle important de coordinatrice de l'organe de conseil pour le développement de l'ECX. 
Gabre-Madhin, présidente de cette nouvelle Bourse, a déclaré que « lorsque les fermiers pourront vendre leurs récoltes sur un marché ouvert et obtenir un prix équitable, ils seront incités à plus de productivité, et l’Éthiopie sera moins sujette aux crises alimentaires » et que « l'ECX permettra aux fermiers et aux négociants de se relier à l'économie globale, poussant l'agriculture éthiopienne plus loin vers un niveau complètement nouveau. »
L'objectif en 2011 est de mettre en place une transition laissant la direction de l'ECX à une nouvelle équipe.

## Récompenses
En 2010 (2002 dans le calendrier éthiopien), Eleni Gabre-Madhin se voit accorder la distinction de « Personnalité éthiopienne de l'année » pour l'année 2002.
Elle reçoit en 2012 le Prix Yara pour avoir fondé et avoir été PDG de l'ECX, qui a stimulé le commerce et les revenus des petits producteurs.